# Geiswiller
Geiswiller, deutsch Geisweiler, ist eine Commune déléguée in der französischen Gemeinde Geiswiller-Zœbersdorf mit 214 Einwohnern (Stand: 1. Januar 2021) im Département Bas-Rhin in der Region Grand Est (bis 2015 Elsass).

## Geschichte

### Mittelalter
Das Dorf Geisweiler lag im Amt Buchsweiler, das am Anfang des 14. Jahrhunderts als Amt der Herrschaft Lichtenberg entstand. Es gehörte als Allod schon Anfang des 13. Jahrhunderts zum Besitz der der Herren von Lichtenberg. 1335 wurde eine Landesteilung zwischen der mittleren und der jüngeren Linie des Hauses Lichtenberg durchgeführt. Geisweiler fiel dabei an Ludwig III. von Lichtenberg, der die jüngere Linie des Hauses begründete. Die Lichtenberger kauften Mitte des 14. Jhs. den Dinghof in Geisweiler.
Anna von Lichtenberg (* 1442; † 1474), Tochter von Ludwig V. von Lichtenberg (* 1417; † 1474), und eine von zwei Erbtöchtern mit Ansprüchen auf die Herrschaft, heiratete 1458 den Grafen Philipp I. den Älteren von Hanau-Babenhausen (* 1417; † 1480). Der hatte eine kleine Sekundogenitur aus dem Bestand der Grafschaft Hanau erhalten, um sie heiraten zu können. Durch die Heirat entstand die Grafschaft Hanau-Lichtenberg. Nach dem Tod des letzten Lichtenbergers, Jakob von Lichtenberg, eines Onkels von Anna, erhielt Philipp I. d. Ä. 1480 die Hälfte der Herrschaft Lichtenberg. Die andere Hälfte gelangte an seinen Schwager, Simon IV. Wecker von Zweibrücken-Bitsch. Das Amt Buchsweiler – und damit auch Geisweiler – gehörten zu dem Teil von Hanau-Lichtenberg, den die Nachkommen von Anna erbten.

### Neuzeit
Graf Philipp IV. von Hanau-Lichtenberg (1514–1590) führte nach seinem Regierungsantritt 1538 die Reformation in seiner Grafschaft konsequent durch, die nun lutherisch wurde.
Mit der Reunionspolitik Frankreichs unter König Ludwig XIV. kam das Amt Buchsweiler unter französische Oberhoheit. Der Pionier-Offizier Guillin aus Neu-Breisach erwähnte 1702 den Ort in einem Bericht unter dem Namen „Geisvueiller“. Nach dem Tod des letzten Hanauer Grafen, Johann Reinhard III. 1736, fiel das Hanau-Lichtenberg – und damit auch das Amt Buchsweiler – an den Sohn seiner einzigen Tochter, Charlotte, Landgraf Ludwig (IX.) von Hessen-Darmstadt. Mit dem durch die Französische Revolution begonnenen Umbruch wurde Geisweiler französisch.
Am 1. Januar 2015 wechselte die Gemeinde vom Arrondissement Strasbourg-Campagne zum Arrondissement Saverne. Geiswiller war Mitglied der Communauté de communes du Pays de la Zorn.
Seit dem 1. Januar 2018 ist Geiswiller Ortsteil der Commune nouvelle Geiswiller-Zœbersdorf. Ihr Verwaltungssitz befindet sich in Geiswiller.

### Bevölkerungsentwicklung
| 1798                      | 1962 | 1968 | 1975 | 1982 | 1990 | 1999 | 2005 | 2012 | 2014 |
| ------------------------- | ---- | ---- | ---- | ---- | ---- | ---- | ---- | ---- | ---- |
| 135                       | 180  | 187  | 161  | 168  | 166  | 190  | 200  | 195  | 210  |
| Quelle: Cassini und INSEE |      |      |      |      |      |      |      |      |      |

## Wappen
Das Wappen zeigt eine schwarze Ziege auf silbernem Grund.

## Wirtschaft
Der wichtigste Erwerbszweig in der Ortschaft ist die Landwirtschaft.